# أنتوني بيلي
أنتوني بيلي (بالإنجليزية: Anthony Beale) هو سياسي أمريكي، ولد في 22 أكتوبر 1967 في الولايات المتحدة. حزبياً، نشط في الحزب الديمقراطي. وقد انتخب Chicago City Council ‏.